# أندريا بافينا
أندريا بافينا (بالإيطالية: Andrea Bavena)‏ (4 مارس 1990 بفربانيا في إيطاليا - ) هو لاعب كرة قدم إيطالي في مركز حراسة المرمى. لعب مع نادي أفيلينو ونادي مانتوفا وItaly national football C team ‏ وPortogruaro Calcio ASD ‏.

## روابط خارجية
- أندريا بافينا على موقع قاعدة بيانات كرة القدم.إي يو (الإنجليزية)
- أندريا بافينا على موقع Soccerway.com (الإنجليزية)